# Chavot-Courcourt
Chavot-Courcourt település Franciaországban, Marne megyében. Lakosainak száma 337 fő (2022. január 1.). Chavot-Courcourt Moussy, Brugny-Vaudancourt, Monthelon, Morangis és Vinay községekkel határos.

## Népesség
A település népességének változása:
| Lakosok száma | 267  | 321  | 311  | 378  | 362  | 354  | 343  | 333  | 330  | 337  |
|               | 1968 | 1982 | 1990 | 2006 | 2013 | 2015 | 2017 | 2019 | 2020 | 2022 |